# Lac de Labas
Le lac de Labas est un  lac pyrénéen français situé administrativement dans la commune de Cauterets dans le département des Hautes-Pyrénées, dans le Lavedan en Occitanie.
Le lac a une superficie de 5,3 ha pour une altitude de 2 281 m, il atteint une profondeur de 25 m.

## Toponymie
Labas signifie « dalle lisse », donc ici c’est plutôt des « falaises raides ».

## Géographie
Le lac de Labas est  un lac naturel situé dans l'enceinte du parc national des Pyrénées, dans la vallée de Lutour.

### Topographie
|                          |                                | Pic de Pébignau (2 895 m)                   |
| Pic de la Sède (2 976 m) | lac de Labas                   | Lac des Oulettes d'Estom Soubiran (2 387 m) |
| Pic de Labas (2 946 m)   | Col d'Estom Soubiran (2 652 m) |                                             |

### Hydrographie
Le lac est alimenté par les eaux ramassées du petit cirque d'Estom Soubiran et du  gave d'Estom Soubiran et a pour émissaire le même gave.

## Protection environnementale
Le lac est situé dans le parc national des Pyrénées.

## Voies d'accès
Le lac de Labas est accessible par le versant nord depuis l'hôtellerie de la Fruitière par le sentier du lac d'Estom et son refuge, prendre le sentier d'Estom Soubiran en longeant le gave d'Estom Soubiran.
Par le versant est, par la vallée de Cestrède depuis le parking aux granges de Bué, suivre l'itinéraire du lac de Cestrède puis suivre vers le lacot d'Era Oule (2 296 m) et passé par le col de Malh Arrouy (2 745 m).